# Jean Sablon
Jean Sablon (n. 25 martie 1906, Nogent-sur-Marne, Seine, Franța – d. 24 februarie 1994, Cannes, Provence-Alpes-Côte d'Azur, Franța)